# Hymenolobium heringeranum
Hymenolobium heringeranum är en ärtväxtart som beskrevs av Carlos Toledo Rizzini. Hymenolobium heringeranum ingår i släktet Hymenolobium och familjen ärtväxter. Inga underarter finns listade i Catalogue of Life.